# Winnie-the-Pooh (boek)

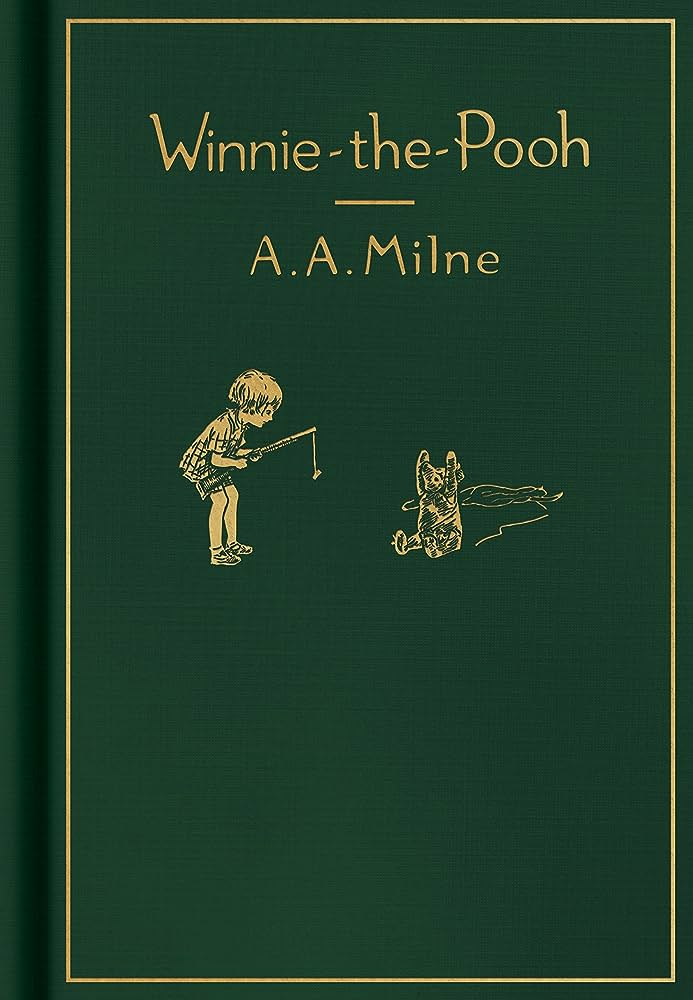
Cover van de Amerikaanse editie (1926)

Winnie-the-Pooh is een kinderboek geschreven door de Engelse auteur A.A. Milne en geïllustreerd door E.H. Shepard. Het boek werd voor het eerst gepubliceerd op 14 oktober 1926. Het is het eerste boek waarin het personage Winnie de Poeh een hoofdrol speelt. Het boek is een verzameling van tien korte verhalen, elk met een op zichzelf staand plot. Het boek werd voor de Nederlandse markt vertaald door Nienke van Hichtum.
Het boek was gebaseerd op de speelgoedcollectie van Milnes zoon, Christopher Robin Milne. De personages in het boek werden geïnspireerd door deze speelgoedfiguren. Milne schreef de verhalen nadat Shepard hem aanmoedigde om over de speelgoedfiguren van zijn zoon te schrijven. 
Winnie-the-Pooh werd positief ontvangen bij de publicatie in 1926 en genoot zowel kritisch als commercieel succes. Het boek werd geprezen om zijn lichte, leesbare proza. De eerste edities waren in beperkte oplage uitgegeven, waarbij sommige exemplaren werden gesigneerd door Milne. 